# Marie Curie
Maria Salomea (Marie) Skłodowska-Curie (Warschau, 7 november 1867 – Passy, 4 juli 1934) was een Pools-Frans scheikundige en natuurkundige. Zij was een pionier op het gebied van de radioactiviteit, ontving twee Nobelprijzen en ontdekte de elementen polonium en radium. In haar tweede vaderland Frankrijk is ze bekend als Marie Curie en ze wordt vaak aangeduid als Madame Curie, wat ook de titel is van haar biografie geschreven door haar dochter Ève.

## Levensloop

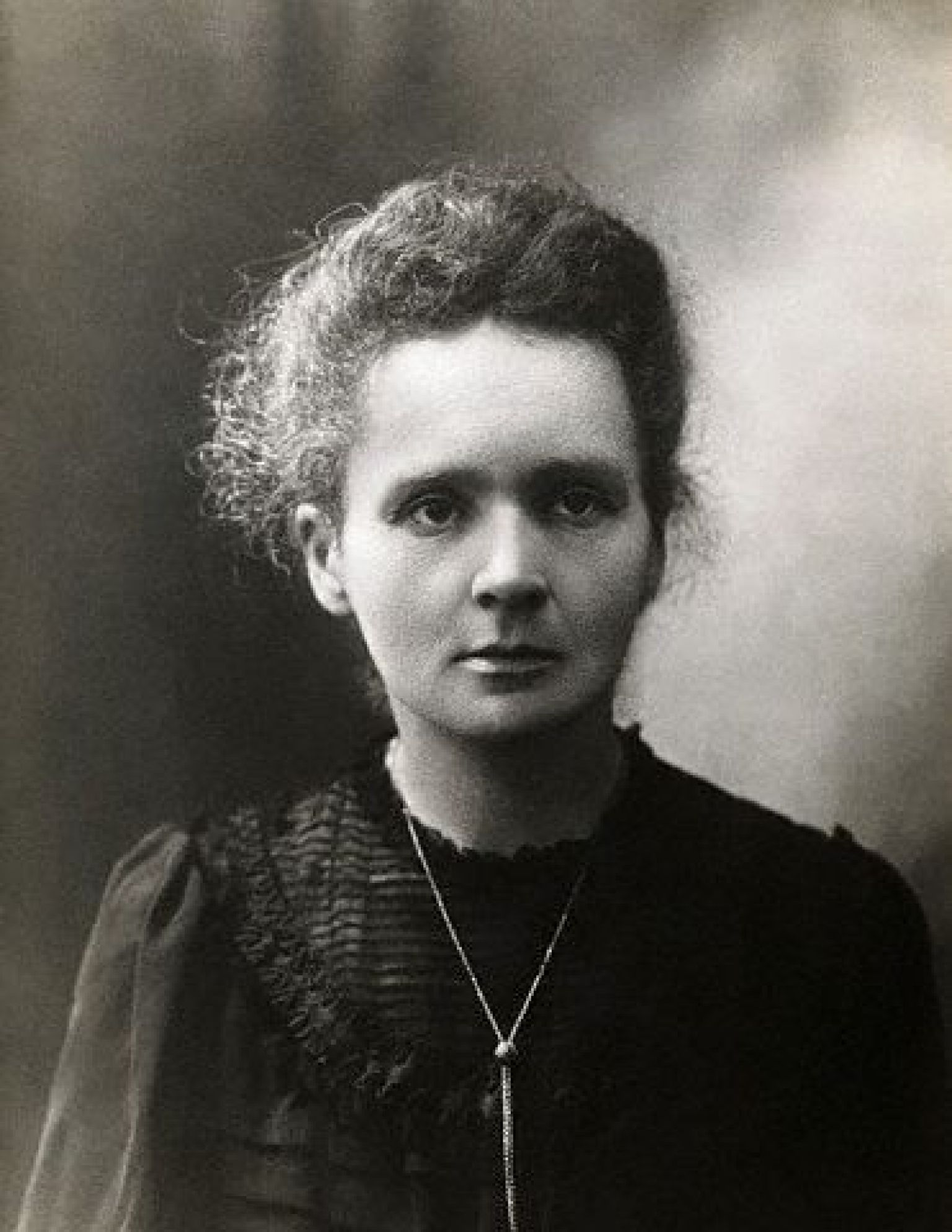
Portret van Maria Skłodowska omstreeks 1898

Maria Skłodowska werd op 7 november 1867 geboren in het door Rusland bezette deel van Polen. Ze was de jongste van vijf kinderen van Władysław Skłodowski (1832-1902) en Bronisława Boguska (1836-1878). Beide ouders waren afkomstig uit verarmde families die behoorden tot de lagere landadel. Haar jeugd werd getypeerd door het overlijden in 1876 van haar zus Zofia aan vlektyfus en twee jaar later dat van haar moeder aan tuberculose.
Als 15-jarige haalde ze cum laude het examen van de middelbare school, maar kort daarna kreeg ze last van depressie en werd ze door haar vader naar familie op het platteland gestuurd waar ze een jaar met plezier verbleef. Vanwege Russische maatregelen na de mislukte Januariopstand in 1863 werd het onderwijs in Polen 'gerussificeerd'. Op universiteiten werd de voertaal Russisch, werd het Pools verboden en werd vrouwen de toegang ontzegd. Hierdoor werd Maria Skłodowska in 1883 niet toegelaten tot de (toen nog Koninklijke) Universiteit van Warschau. Om bij te dragen in de kosten van levensonderhoud van het gezin (nadat hun vader zijn baan had verloren) werkte ze als lerares. In de avonduren volgde ze colleges aan de clandestiene Vliegende Universiteit van Warschau, een geheime 'mobiele' universiteit waar Poolse vrouwen wel in het door Rusland bezette Polen les konden krijgen.

### Parijs
Met haar oudere zus Bronisława (Bronia) sloot Maria een overeenkomst: Bronia zou naar Parijs gaan om medicijnen te studeren, terwijl Maria werk zou zoeken als lerares. Met haar verdiensten zou zij bijdragen aan het levensonderhoud van haar zus in Frankrijk. Wanneer Bronia eenmaal arts zou zijn, zou Maria op haar beurt naar Parijs komen en zou haar zuster haar helpen om haar studie te bekostigen. Van 1886 tot 1889 werkte Maria als gouvernante bij de familie Żorawski waar ze verliefd werd op de oudste zoon Kazimierz Żorawski. De rijke familie voelde niets voor een verbintenis van hun zoon met een meisje zonder geld. Ze verloor haar baan als gouvernante maar vond een andere betrekking bij de familie Fuchs in Sopot, aan de Oostzeekust.
In 1891 kon ze naar Parijs verhuizen om scheikunde, natuurkunde en wiskunde te studeren aan de Sorbonne bij Gabriel Lippmann en de wiskundige Paul Appell. In de zomer van 1893 slaagde Maria Skłodowska als beste van haar jaar voor haar licentiaat natuurkunde en het jaar daarop behaalde ze het licentiaat in de wiskunde. Op voorspraak van natuurkundedocent Lippmann mocht ze begin 1894 voor de Société d'encouragement pour l'industrie nationale (Genootschap ter bevordering van de nationale industrie) onderzoek doen naar de magnetische eigenschappen van gehard staal. Voor haar onderzoek had ze een goede instrumentele aanpak nodig en via professor Józef Kowalski kwam ze in contact met de natuurkundige Pierre Curie die aan de École de Physique et Chimie onderzoek deed naar magnetisme. Ze trouwden op 26 juli 1895 met elkaar (na de promotie van Pierre Curie).

### Radioactiviteit

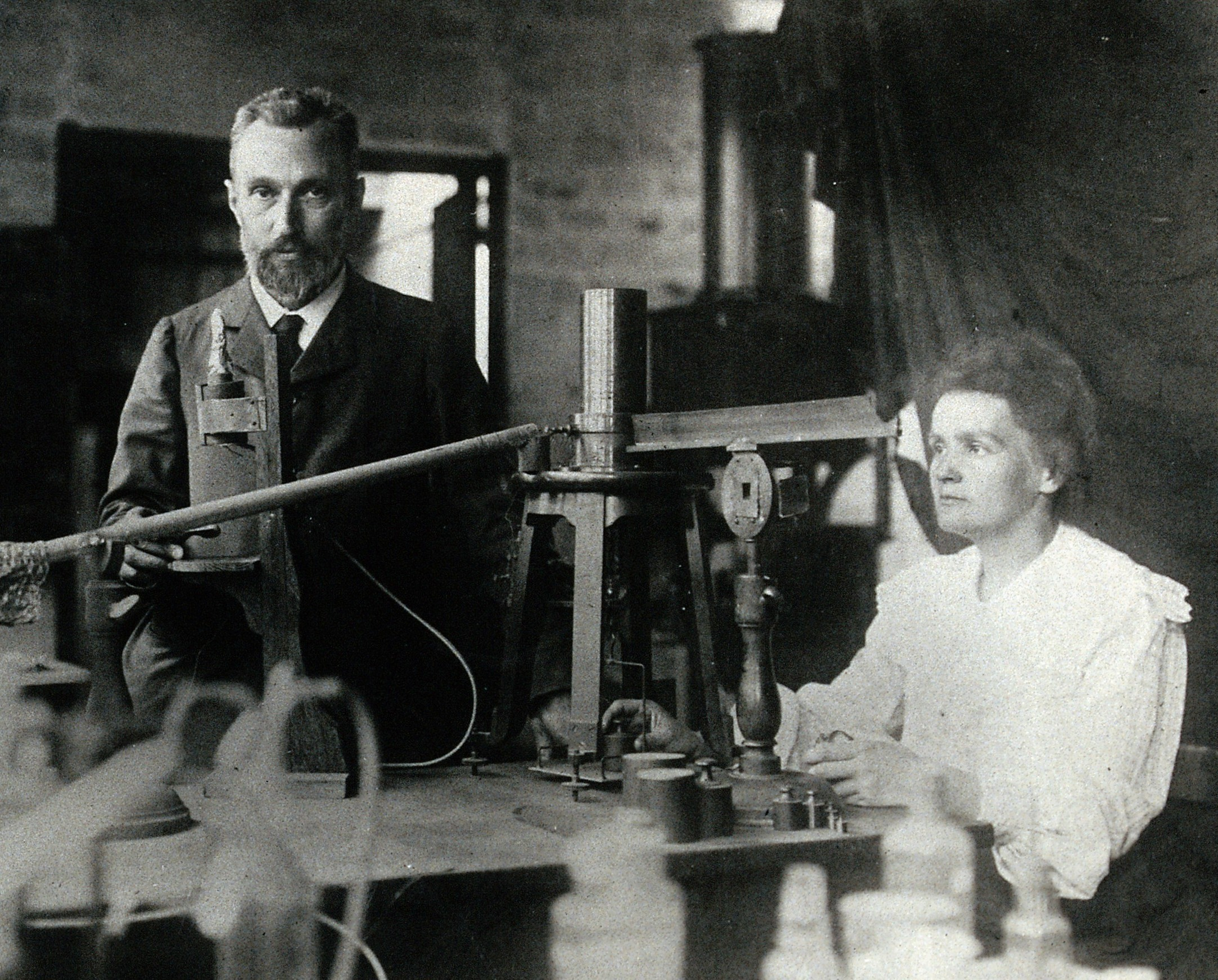
Pierre en Marie Curie in hun lab

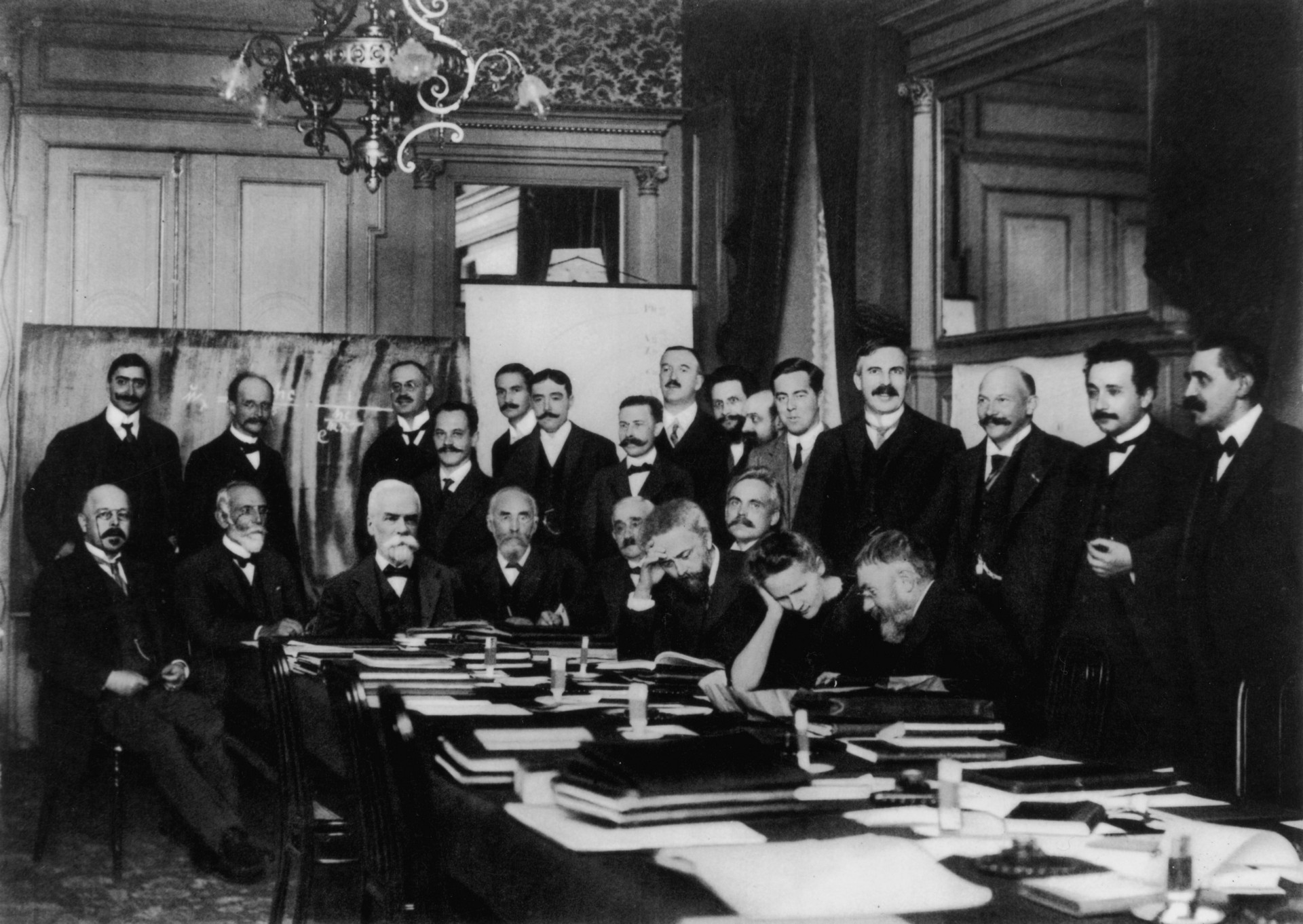
Eerste Solvay Conferentie (1911). Marie Curie zit als tweede van rechts, rechts van haar zit Henri Poincaré aan haar linkerzijde zit Jean Baptiste Perrin.

In 1897 rondde Marie Curie haar onderzoek naar de magnetisering van gehard staal af. Voor haar promotie begon ze onderzoek te doen naar het door Becquerel ontdekte verschijnsel van uraniumstralen. Marie ontdekte later dat deze stralen een eigenschap zijn van de atoomkern en gaf er de naam radioactiviteit aan.
Op 25 juni 1903 verdedigde ze aan de Sorbonne haar proefschrift Recherches sur les Substances Radioactives, het eerste proefschrift in de natuurkunde geschreven door een vrouw. Ze verkreeg haar doctorsgraad met de kwalificatie très honorable. In datzelfde jaar ontvingen Marie en Pierre Curie een deel van de Nobelprijs voor Natuurkunde "voor hun onderzoek naar de stralingsfenomenen ontdekt door Henri Becquerel". Becquerel kreeg het andere deel van die prijs. Na het toekennen van de Nobelprijs werd Pierre Curie benoemd tot hoofd van het natuurkundig laboratorium van de Sorbonne.
Hoewel Marie Curie nu bij de meeste academici toch als toonaangevend wetenschapster werd erkend en gewaardeerd, was nog niet iedereen overtuigd van de waarde van haar ontdekkingen. Vooral de eminente fysicus Lord Kelvin, reeds lang een vriend van Pierre Curie, betwijfelde publiekelijk haar theorie van de radioactiviteit. In een open brief van 9 augustus 1906 aan The London Times schreef hij, ten onrechte, zo zou later blijken, dat radium geen element was maar eerder een verbinding van lood en helium. Geprikkeld door deze kritiek zou Curie met de hulp van haar bevriende collega André-Louis Debierne na jaren naarstig onderzoek er in 1910 toch in slagen om radium als (apart) element in de Tabel van Mendelejev te plaatsen.
Na het overlijden van haar echtgenoot Pierre Curie kende de faculteitsraad van de Sorbonne op 11 mei 1906 unaniem zijn leerstoel toe aan Marie Curie. Tevens werd ze benoemd tot lector. Hiermee was zij de eerste vrouwelijke hoogleraar aan de Sorbonne. In 1910 schreef Curie de tweedelige Traité de Radioactivité (Verhandeling over radioactiviteit) waarin ze al haar kennis optekende die ze had verworven over radioactiviteit. In datzelfde jaar slaagde ze erin radium te isoleren. Daarnaast heeft ze ook de eenheid voor radioactiviteit gedefinieerd, de curie; deze werd naar haar en haar man Pierre genoemd.

### Langevin-affaire

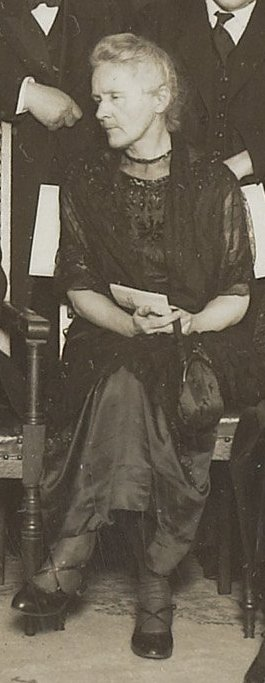
Marie Skłodowska-Curie bij het gouden promotiefeest van H.A. Lorentz in Haarlem, 1925

Ondanks haar faam werd ze in 1911 bij de verkiezingen voor de Franse Académie des sciences niet verkozen tot nieuw lid. In een felle campagne voorafgaand aan de verkiezingen hadden conservatieven en katholieken de vrijzinnige Curie afgeschilderd als een losbandige atheïste die door haar Poolse afkomst geen echte Française kon zijn. Ze speculeerden zelfs dat Curie Joods was. In haar plaats werd Édouard Branly, natuurkundige en een pionier in de draadloze telegrafie, gekozen. Pas 50 jaar later werd een student van Curie, Marguerite Perey, gekozen als eerste vrouwelijke lid van de Académie. 
In het jaar 1911, het jaar van haar tweede Nobelprijs, bracht Curie een bezoek aan het koudelaboratorium van de Leidse natuurkundige Heike Kamerlingh Onnes. Het doel van haar bezoek was het effect te bestuderen van lage temperaturen op radioactiviteit. Het radiumpreparaat dat ze hierbij meenam is nog steeds in het bezit van Rijksmuseum Boerhaave. In datzelfde jaar neemt ze samen met de Franse natuurkundige Paul Langevin deel aan de Eerste Solvay Conferentie in Brussel. Haar relatie met de feitelijk gescheiden maar wettelijk nog steeds gehuwde Langevin zorgde voor een groot schandaal in de door de pers opgehitste publieke opinie. Bij haar thuiskomst in Parijs stond een woedende menigte haar op te wachten. Om aan de verbale en fysieke agressie te ontkomen zocht ze samen met haar dochters bescherming bij de bevriende schrijfster Camille Marbo en haar echtgenoot, de wiskundige Émile Borel die haar meteen onderdak boden. Ze sukkelde eens te meer in een depressie en liet zich voortaan weer Skłodowska noemen. In hetzelfde jaar schreef Albert Einstein haar een brief waarin hij zijn verontwaardiging uitte over de manier waarop zij in Frankrijk behandeld werd na het verliezen van de verkiezingen voor de Académie en haar relatie met Paul Langevin.

### Oorlogsjaren
Na het uitbreken van de Eerste Wereldoorlog, trok Curie in het najaar van 1914 op verzoek van de Vlaamse bataljonarts Frans Daels en onder bescherming van haar voormalige advocaat, de Franse minister van Oorlog Alexandre Millerand naar het oorlogsfront in de Westhoek. Met behulp van de door haar zelf ontworpen "ambulances radiologiques" (autobusjes voorzien van een dynamo en een röntgenapparaat; later "les petites Curies" genoemd), onderzocht Curie samen met haar oudste dochter Irène, en met de steun van het Franse Rode Kruis, de gewonde soldaten in de veldhospitalen langs de frontlinie.
Na de oorlog kwam onder haar leiding de bouw tot stand van het l'Institit du Radium in Parijs, dat zou uitgroeien tot het mondiale centrum voor nucleaire fysica en chemie. Hoewel rond 1930 de dagelijkse leiding van het Radiuminstituut werd overgenomen door haar dochter Irène bleef Curie tot haar dood directeur. Ze overleed in 1934 in het Franse sanatorium Sancellemoz op 66-jarige leeftijd aan leukemie, vrijwel zeker ontstaan doordat zij door haar werk aan een enorme stralingsdosis was blootgesteld. Ze werd naast haar man in Sceaux begraven. In 1995 werden de overblijfselen van Pierre en Marie Curie overgebracht naar het Panthéon.

## Werk
Aanvankelijk bestudeerde Maria Skłodowska staal voor een metaalbedrijf, haar enige onderzoek waar radioactiviteit geen rol bij speelde. In december 1895 verschoof haar aandacht toen Wilhelm Röntgen de röntgenstraling ontdekte. Kort daarna ontdekte de Fransman Henri Becquerel dat mineralen die uranium bevatten ook een onbekende straling afgaven. Om te onderzoeken of andere materialen dezelfde eigenschap bezaten testte Marie allerlei mogelijke stoffen die ze kon verkrijgen. Ze vond dat thorium, na uranium het zwaarste element, eveneens stralingsactief was.
Ze bestudeerde radioactieve materialen, met name uraniumerts, ook wel uraniniet of pekblende genoemd. Pekblende bleek sterker radioactief te zijn dan het uranium en thorium dat eruit werd gewonnen, terwijl er geen andere radioactieve elementen bekend waren. De logische verklaring hiervan was dat pekblende sporen van een andere, onbekende, radioactieve stof moest bevatten, die veel meer straling produceerde dan uranium. Echter, de stralingsactieve substantie in pekblende was zó gering dat die zich aan iedere chemische analyse onttrok en alleen aantoonbaar was dankzij de gevoelige elektrometer van Pierre Curie.
Van de hogeschool kreeg Marie toestemming om achter de school in een oude, onverwarmde schuur een primitief laboratorium in te richten. Pierre en Marie Curie pasten verschillende chemische scheidingstechnieken toe op het pekblende en gingen alleen verder met het residu dat de sterkste stralingsactiviteit vertoonde. Door verscheidene jaren van onophoudelijk werk isoleerden zij uit een aantal ton erts uiteindelijk twee nieuwe scheikundige elementen.
Het eerste element werd polonium genoemd naar Maries vaderland en het tweede radium, vanwege de intense radioactiviteit van het element. Marie heeft het achteraf betreurd dat polonium veel minder toegepast werd dan radium. Het echtpaar ontving in 1903 de Davy-medaille en in 1904 de Matteucci Medal. Speciaal voor haar werk kwam in 1914 het Institut du Radium te Parijs gereed.

## Nobelprijzen

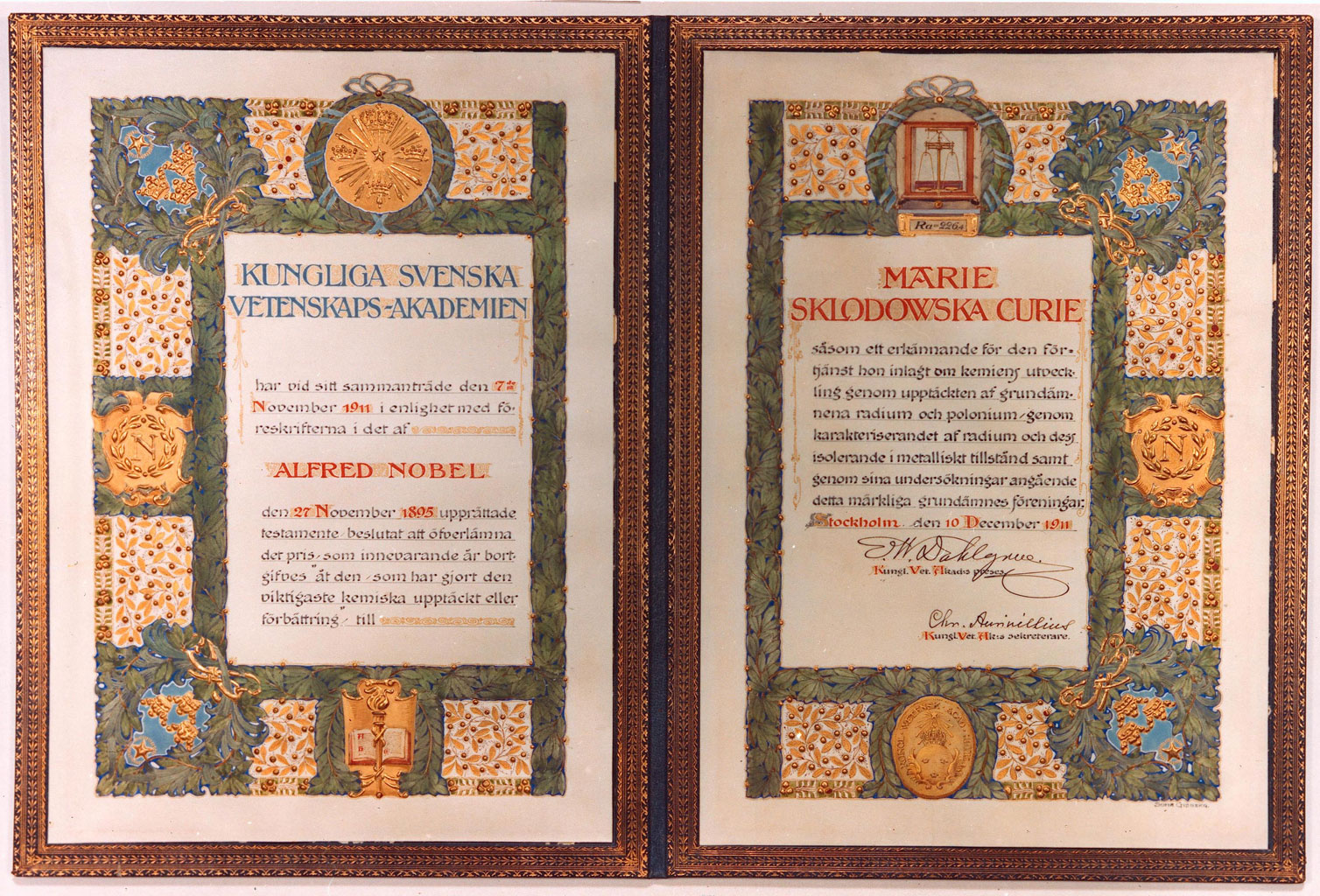
De Nobelprijs van 1911

Samen met Becquerel ontving het echtpaar Curie in 1903 de Nobelprijs voor de Natuurkunde. Door de zwakke gezondheidstoestand van Marie konden Marie en Pierre Curie de prijs niet persoonlijk in ontvangst nemen. Pas na de geboorte van Ève konden ze de uitgestelde reis naar Zweden ondernemen om alsnog hun Nobelprijs op te halen. Bij de lofrede kreeg ze van de voorzitter van het Nobelcomité een Bijbeltekst te horen: "Het is niet goed dat de man alleen is. Ik zal iemand maken die bij hem past en die hem kan helpen."
Acht jaar later ontving Marie Curie de Nobelprijs voor de Scheikunde, deze keer ongedeeld, want haar echtgenoot was inmiddels overleden, "als erkenning voor haar diensten ter bevordering van de scheikunde door de ontdekking van de elementen radium en polonium, door de isolatie van radium en de studie van de aard en samenstelling van dit opmerkelijke element". De mensen die eerder uitten  dat ze slechts het hulpje van haar man was geweest, verstomden.
Marie Curie was de eerste vrouw die een Nobelprijs in ontvangst mocht nemen en een van de vijf mensen die ooit twee Nobelprijzen hebben gewonnen (de anderen waren Linus Pauling, John Bardeen, Frederick Sanger en Karl Barry Sharpless) en een van twee mensen die Nobelprijzen in twee disciplines won (Linus Pauling was de andere).

## Nageslacht
- Dochter Irène Joliot-Curie (1897-1956) ontving samen met haar man Frédéric Joliot ook een Nobelprijs voor de Scheikunde, in 1935, een jaar na het overlijden van haar moeder.
- Dochter Ève Curie Labouisse (1904-2007) werd journaliste en pianiste. Ze schreef een biografie van haar moeder onder de titel Madame Curie. Haar man Henry Labouisse was diplomaat en mocht in 1965 als directeur van UNICEF voor deze organisatie een Nobelprijs voor de Vrede in ontvangst nemen. Zij overleefde haar vader meer dan honderd jaar.
- Kleindochter Hélène Langevin-Joliot (1927), kernfysica, dochter van Irène, trouwde met Michel Langevin, een kleinzoon van Paul Langevin.
- Achterkleinzoon Yves Langevin (1951), astrofysicus, zoon van Hélène Langevin-Joliot. Naar hem werd de planetoïde 5290 Langevin genoemd.

|                               |                               |                               |                               |                               |                               |                             |                             | Pierre Curie fysicus        | Pierre Curie fysicus        | Pierre Curie fysicus       | Pierre Curie fysicus       | Pierre Curie fysicus       | Pierre Curie fysicus       |  |  | Marie Curie-Skłodowska fysicus, chemicus | Marie Curie-Skłodowska fysicus, chemicus | Marie Curie-Skłodowska fysicus, chemicus | Marie Curie-Skłodowska fysicus, chemicus | Marie Curie-Skłodowska fysicus, chemicus | Marie Curie-Skłodowska fysicus, chemicus | ←vermoeden van relatie→ | ←vermoeden van relatie→ | ←vermoeden van relatie→               | ←vermoeden van relatie→               | ←vermoeden van relatie→               | ←vermoeden van relatie→               | Paul Langevin fysicus                 | Paul Langevin fysicus                 | Paul Langevin fysicus | Paul Langevin fysicus | Paul Langevin fysicus | Paul Langevin fysicus |                       |                       | Jeanne Desfosses      | Jeanne Desfosses      | Jeanne Desfosses | Jeanne Desfosses | Jeanne Desfosses                        | Jeanne Desfosses                        |                                         |                                         |                                         |                                         |  |  |  |  |
|                               |                               |                               |                               |                               |                               |                             |                             | Pierre Curie fysicus        | Pierre Curie fysicus        | Pierre Curie fysicus       | Pierre Curie fysicus       | Pierre Curie fysicus       | Pierre Curie fysicus       |  |  | Marie Curie-Skłodowska fysicus, chemicus | Marie Curie-Skłodowska fysicus, chemicus | Marie Curie-Skłodowska fysicus, chemicus | Marie Curie-Skłodowska fysicus, chemicus | Marie Curie-Skłodowska fysicus, chemicus | Marie Curie-Skłodowska fysicus, chemicus | ←vermoeden van relatie→ | ←vermoeden van relatie→ | ←vermoeden van relatie→               | ←vermoeden van relatie→               | ←vermoeden van relatie→               | ←vermoeden van relatie→               | Paul Langevin fysicus                 | Paul Langevin fysicus                 | Paul Langevin fysicus | Paul Langevin fysicus | Paul Langevin fysicus | Paul Langevin fysicus |                       |                       | Jeanne Desfosses      | Jeanne Desfosses      | Jeanne Desfosses | Jeanne Desfosses | Jeanne Desfosses                        | Jeanne Desfosses                        |                                         |                                         |                                         |                                         |  |  |  |  |
|                               |                               |                               |                               |                               |                               |                             |                             |                             |                             |                            |                            |                            |                            |  |  |                                          |                                          |                                          |                                          |                                          |                                          |                         |                         |                                       |                                       |                                       |                                       |                                       |                                       |                       |                       |                       |                       |                       |                       |                       |                       |                  |                  |                                         |                                         |                                         |                                         |                                         |                                         |  |  |  |  |
|                               |                               |                               |                               |                               |                               |                             |                             |                             |                             |                            |                            |                            |                            |  |  |                                          |                                          |                                          |                                          |                                          |                                          |                         |                         |                                       |                                       |                                       |                                       |                                       |                                       |                       |                       |                       |                       |                       |                       |                       |                       |                  |                  |                                         |                                         |                                         |                                         |                                         |                                         |  |  |  |  |
| Frédéric Joliot-Curie fysicus | Frédéric Joliot-Curie fysicus | Frédéric Joliot-Curie fysicus | Frédéric Joliot-Curie fysicus | Frédéric Joliot-Curie fysicus | Frédéric Joliot-Curie fysicus |                             |                             | Irène Joliot-Curie fysicus  | Irène Joliot-Curie fysicus  | Irène Joliot-Curie fysicus | Irène Joliot-Curie fysicus | Irène Joliot-Curie fysicus | Irène Joliot-Curie fysicus |  |  | Ève Curie schrijfster, pianiste          | Ève Curie schrijfster, pianiste          | Ève Curie schrijfster, pianiste          | Ève Curie schrijfster, pianiste          | Ève Curie schrijfster, pianiste          | Ève Curie schrijfster, pianiste          |                         |                         | Henry Labouisse, directeur van UNICEF | Henry Labouisse, directeur van UNICEF | Henry Labouisse, directeur van UNICEF | Henry Labouisse, directeur van UNICEF | Henry Labouisse, directeur van UNICEF | Henry Labouisse, directeur van UNICEF |                       |                       | Jean Langevin fysicus | Jean Langevin fysicus | Jean Langevin fysicus | Jean Langevin fysicus | Jean Langevin fysicus | Jean Langevin fysicus |                  |                  | André Langevin fysicus                  | André Langevin fysicus                  | André Langevin fysicus                  | André Langevin fysicus                  | André Langevin fysicus                  | André Langevin fysicus                  |  |  |  |  |
| Frédéric Joliot-Curie fysicus | Frédéric Joliot-Curie fysicus | Frédéric Joliot-Curie fysicus | Frédéric Joliot-Curie fysicus | Frédéric Joliot-Curie fysicus | Frédéric Joliot-Curie fysicus |                             |                             | Irène Joliot-Curie fysicus  | Irène Joliot-Curie fysicus  | Irène Joliot-Curie fysicus | Irène Joliot-Curie fysicus | Irène Joliot-Curie fysicus | Irène Joliot-Curie fysicus |  |  | Ève Curie schrijfster, pianiste          | Ève Curie schrijfster, pianiste          | Ève Curie schrijfster, pianiste          | Ève Curie schrijfster, pianiste          | Ève Curie schrijfster, pianiste          | Ève Curie schrijfster, pianiste          |                         |                         | Henry Labouisse, directeur van UNICEF | Henry Labouisse, directeur van UNICEF | Henry Labouisse, directeur van UNICEF | Henry Labouisse, directeur van UNICEF | Henry Labouisse, directeur van UNICEF | Henry Labouisse, directeur van UNICEF |                       |                       | Jean Langevin fysicus | Jean Langevin fysicus | Jean Langevin fysicus | Jean Langevin fysicus | Jean Langevin fysicus | Jean Langevin fysicus |                  |                  | André Langevin fysicus                  | André Langevin fysicus                  | André Langevin fysicus                  | André Langevin fysicus                  | André Langevin fysicus                  | André Langevin fysicus                  |  |  |  |  |
|                               |                               |                               |                               |                               |                               |                             |                             |                             |                             |                            |                            |                            |                            |  |  |                                          |                                          |                                          |                                          |                                          |                                          |                         |                         |                                       |                                       |                                       |                                       |                                       |                                       |                       |                       |                       |                       |                       |                       |                       |                       |                  |                  |                                         |                                         |                                         |                                         |                                         |                                         |  |  |  |  |
|                               |                               |                               |                               | Hélène Joliot-Curie fysicus   | Hélène Joliot-Curie fysicus   | Hélène Joliot-Curie fysicus | Hélène Joliot-Curie fysicus | Hélène Joliot-Curie fysicus | Hélène Joliot-Curie fysicus |                            |                            |                            |                            |  |  |                                          |                                          |                                          |                                          |                                          |                                          |                         |                         |                                       |                                       |                                       |                                       |                                       |                                       |                       |                       |                       |                       |                       |                       |                       |                       |                  |                  | Michel Langevin fysicus, verzetstrijder | Michel Langevin fysicus, verzetstrijder | Michel Langevin fysicus, verzetstrijder | Michel Langevin fysicus, verzetstrijder | Michel Langevin fysicus, verzetstrijder | Michel Langevin fysicus, verzetstrijder |  |  |  |  |
|                               |                               |                               |                               | Hélène Joliot-Curie fysicus   | Hélène Joliot-Curie fysicus   | Hélène Joliot-Curie fysicus | Hélène Joliot-Curie fysicus | Hélène Joliot-Curie fysicus | Hélène Joliot-Curie fysicus |                            |                            |                            |                            |  |  |                                          |                                          |                                          |                                          |                                          |                                          |                         |                         |                                       |                                       |                                       |                                       |                                       |                                       |                       |                       |                       |                       |                       |                       |                       |                       |                  |                  | Michel Langevin fysicus, verzetstrijder | Michel Langevin fysicus, verzetstrijder | Michel Langevin fysicus, verzetstrijder | Michel Langevin fysicus, verzetstrijder | Michel Langevin fysicus, verzetstrijder | Michel Langevin fysicus, verzetstrijder |  |  |  |  |
|                               |                               |                               |                               |                               |                               |                             |                             |                             |                             |                            |                            |                            |                            |  |  |                                          |                                          | Yves Langevin astrofysicus               |                                          |                                          |                                          |                         |                         |                                       |                                       |                                       |                                       |                                       |                                       |                       |                       |                       |                       |                       |                       |                       |                       |                  |                  |                                         |                                         |                                         |                                         |                                         |                                         |  |  |  |  |

## Postume erkenning
Curie was in 1995 de eerste vrouw die op grond van haar eigen verdiensten werd bijgezet in het Panthéon te Parijs. Tijdens een periode van hyperinflatie stond haar beeltenis op de Poolse bankbiljetten van 20.000 złoty. Samen met haar man stond ze afgebeeld op het 500 Franse frankbiljet; ook werd er in 1997 een gouden munt geslagen van 500 frank met daarop op de voorzijde een afbeelding van het echtpaar Curie en op de keerzijde een vijzel met stamper en de tekst Ra 226,0, een verwijzing naar de isotoop 22688Ra. Op deze isotoop is een eenheid voor radioactiviteit, de curie gebaseerd. Tegenwoordig wordt de eenheid curie nauwelijks nog door fysici gehanteerd, maar gebruikt men de becquerel. Ook het element curium (Cm) is genoemd naar het echtpaar.
Rond 1995 werd het archief met alle notities en geschriften van Marie en Pierre Curie door hun nazaten aan de Bibliothèque nationale in Parijs geschonken. Aangezien deze documenten vrijwel continu in contact stonden met de radioactieve materialen in het laboratorium van Curie, dienden zij eerst grondig schoongemaakt te worden. Dit sloot echter niet uit dat de radioactiviteit nog steeds een probleem vormt; bezoekers die ze willen raadplegen dienen een papier te ondertekenen waarin ze verklaren dat ze de gezondheidsrisico's voor hun eigen rekening nemen.
Naar Curie vernoemd zijn onder meer:
- Marie Curiebeurzen van de Europese Unie, bestemd voor post-docs, PhD-studenten en meer ervaren wetenschappelijke onderzoekers om internationale samenwerking te bevorderen;
- Marie Curie Cancer Care, een Britse liefdadigheidsorganisatie: een stichting die kankerpatiënten gratis verpleegt en medisch onderzoek doet. Sinds 2004 zet zij zich in om terminale patiënten thuis te laten overlijden. In 1948 werd de National Health Service in Engeland opgericht en werd het Marie Curie Ziekenhuis daarin opgenomen. De naam van het ziekenhuis verdween, maar haar naam werd gebruikt voor de stichting Marie Curie Cancer Care die sinds 1952 officieel staat geregistreerd;
- het element curium;
- de eenheid curie;
- Een McDonnell Douglas MD-11 toestel (registratie PH-KCC) van de Koninklijke Luchtvaart Maatschappij, met de naam Marie Curie;
- Het Curie Instituut te Parijs;
- Studievereniging Marie Curie van de studie natuur- en sterrenkunde aan de Radboud Universiteit in Nijmegen;
- De Maria Skłodowska-Curiebrug nabij het Amsterdam Science Park.

### Fictie
- Enquist, Per Olov, Blanche et Marie, roman, 2006